# Ray Harryhausen
Ray Harryhausen (Los Angeles, 29 de junho de 1920 - 7 de maio de 2013 ) nascido como Raymond Frederick Harryhausen foi um profissional da área de animação stop motion, técnica de animação onde os modelos são fotografados quadro a quadro. Tornou-se em meados do século XX o principal técnico da área na indústria do cinema estadunidense.

## Biografia
Harryhausen, como diria anos mais tarde, teve a felicidade de ser criado por pais que apreciavam estimular sua imaginação. Tanto, que o levaram com cinco anos de idade, para assistir a primeira versão cinematográfica de O Mundo Perdido, o filme do diretor Harry Hoyt onde ele pôde ver pela primeira vez o trabalho do homem que o inspiraria para sempre, Willys o'Brien. A fita, adaptação do livro homônimo de Sir Arthur Conan Doyle, foi o primeiro longa a ter dinossauros animados com a técnica de stop-motion. As plateias admiradas, acompanhavam o alvorecer das superproduções amparadas pela técnica de efeitos visuais, como um espetáculo por si só, e não meros acessórios na condução da trama. O que gera uma discussão bem interessante, considerando-se que esta arte nasceu essencialmente da técnica de trucagens e efeitos, a começar pela própria essência, uma sucessão de imagens para dar a impressão de movimento, tão logo cooptada para mesmerizar a audiência, com os efeitos primordiais de Georges Méliès e dos irmãos Lumière, fantasia e ficção-científica, corporificada desde sempre como o espetáculo máximo das telas, para sempre irmanados com os truques visuais que a tornavam credível. Claro, para Harryhausen, assim como os livros de fantasia e mitologia e os magazines de ficção-científica, devorados pelo garoto, foram as fontes de fascinação, que sedimentaram o interesse determinante pelo gênero fantástico, numa evolução que teve a catarse mesmo aos treze anos de Ray, quando ele entrou no célebre cinema Grauman Chinese, para assistir a King Kong, em 1933, a obra prima do mestre O'Brien. Absolutamente inovador, técnica e artisticamente,  criador da moderna linguagem cinematográfica, mais de uma década antes de Orson Welles filmar Citizen Kane, e ter essa glória inadequadamente vertida para si. King Kong assombrou as audiências ao mostrar dúzias de sequências visuais espetaculares, e que jamais seriam obtidas por outros meios, que não através da trucagem óptica, o termo que generaliza, o uso de efeitos visuais. 
Harryhausen saiu do cinema embasbacado, porém decidido quanto ao que fazer, para o resto da vida. Pesquisou o quanto pode. Estudou desenho, teatro, pintura, escultura, etc, e tudo o mais que ele acreditava poder ser útil, no ramo de efeitos especiais. Transformou a garagem da família em estúdio, e dedicou-se a aprender a arte de manipular objetos quadro-a-quadro. A essência da animação stop-motion. Com a ajuda dos pais, montou cenários para tentar de verdade a profissão, produzindo curta-metragens onde filmava contos de fada clássicos, como Capuchinho Vermelho e Rapunzel. George Pal, outro profissional da fantasia cinematográfica, viu os trabalhos de Ray, e o convidou para trabalhar com ele no George Pal's Puppetoons. Uma espécie de show de marionetes animados em stop motion. Mais tarde, Harryhausen teve o apadrinhamento do próprio mestre inspirador, Willys O`Brien, para fazer uma espécie de versão humorística de King Kong, reunindo a equipe original do primeiro filme, mas isso depois de Ray ter prestado serviço no exército, durante a Segunda Grande Guerra, e auxiliado, como técnico de filmagem, nos documentários de guerra de Frank Capra. Mighty Joe Young foi lançado em 1949, e as inúmeras sequências de animação foram realizadas quase que totalmente pelo estreante (em longas metragens) animador. A maior  recompensa, foi ter trabalhado com o ídolo de infância, mais os realizadores originais de King Kong. Contudo materialmente, Ray levou parte do equipamento como soldo, o que auxiliou grandemente a carreira solo. Já no filme seguinte, O Monstro do Mar, um quase feliz acidente, o fez participar do projeto, ao saber que um conto do amigo, o escritor Ray Bradbury, seria adaptado pela Warner Brothers, ele mostrou a técnica para os produtores, que aceitaram de pronto. Existem versões de que o próprio Ray teria ajudado a convencer Bradbury a permitir a filmagem, bem sabido que sempre foi, a reticência do autor em versões cinematográficas da obra. Já nessa época, Harryhausen começou as experimentações que iriam permitir a feitura de truques mais convincentes. Primeiro, pintou telas de vidro, que mascaravam as mesas de animação, depois, naquilo que seria a grande inovação da técnica, ele refotografava o filme, para fazer com que os objetos animados tivessem uma interação melhor com as filmagens dos elementos reais. Funcionava assim: Uma primeira película de filme servia como base, nela eram inseridos os elementos, animados ou não, que deveriam figurar em primeiro plano, contra o fundo natural. Depois outra camada de filme, com novos elementos fotografados, finalizando o filme a ser utilizado. Uma verdadeira colagem manual de películas cinematográficas, cujos resultados eram ilusões convincentes de perspectiva simples, ou seja, era o truque que possibilitava que a criatura gigante, saísse detrás de esquinas, ou se pudesse ver pessoas reais correndo atrás ou na frente do monstro. Não recebeu quase nada pelo filme, hoje um clássico da fantasia e ficção. Mas serviu eficazmente para auxiliá-lo de outra maneira. Um jovem produtor chamado Charles S. Schneer, estava com um problema interessante naquele momento. Pretendia fazer um filme sobre um polvo gigante que destruía a ponte Golden Gate. Porém não tinha ideia de como realizá-lo, tecnicamente falando. Ao assistir a Monstro do Mar, lógico que teve a luz diante dos olhos, e procurou Harryhausen. Desnecessário dizer que a reação do animador foi de pronto, positiva. Eis aí algo em que eu gostaria de trabalhar - disse. A partir daí, começou uma parceria que duraria para o resto de suas vidas, adicionando uma muito relevante coleção de filmes fantásticos, para o imaginário pop do século XX. 

### O Monstro do Mar Revolto-e -A Invasão dos Discos Voadores
Filmaram O Monstro do Mar Revolto onde Schneer pode realizar o desejo de ver a Golden Gate ir abaixo, pelos tentáculos de um polvo gigantesco. Em seguida A Invasão dos Discos Voadores, inevitável versão dos dois para um tema sacrossanto da ficção científica. Foi aqui que Ray fez a cena mais famosa concebida para o gênero, parodiada, citada e enaltecida à exaustão: A colisão de um disco voador no obelisco George Washington, além de um outro truque de impressionar até hoje, a sombra dos discos, no chão de imagens reais. 

### A Vinte Milhões de Milhas da Terra
Logo em seguida, A Vinte Milhões de Milhas da Terra, onde um alienígena reptílico, Ymir, era trazido a terra, para destruir Roma. O melhor filme da fase preto e branco de Harryhausen. De todos os primeiros trabalhos com longas, A Vinte Milhões... é o mais delicado e com roteiro e produção mais elaborada. A criatura, trazida para terra ainda como uma espécie de embrião, vai crescendo rapidamente, até se tornar ameaçadora, e provocar a esperada reação do cinema-catástrofe de horror e ficção científica, característica da década de 1950. O próximo filme da dupla, poria fim ao tema catástrofe, e indicaria a paixão de Ray pelo que tinha de mais caro, a fantasia clássica. Ao fazer um croquis de um esqueleto lutando contra um homem, convenceu Schneer a avançar com a produção. 

### A Sétima Viagem de Sinbad
Mais refinada do que as anteriores, A Sétima Viagem de Sinbad, era o passeio onírico que o animador ansiava de fato realizar. Ou, como dizia o trailer, uma viagem de volta a um tempo mágico, Harryhausen dizia que o passado guardava mais romantismo, e que por isso, casava melhor com o gênero fantástico. Escapismo absoluto dentro de fantasia desbragada, muito mais do que já havia sido feito até então. Lá estavam o ciclope devorador de homens, o dragão cuspidor de fogo, e a sequência arrebatadora do esqueleto esgrimindo com o herói, no castelo do vilão. Tudo encantado também com o score musical impecável de Bernard Herrmann. O compositor favorito de Alfred Hitchcock, acompanhou o impacto das imagens, dando a elas um acompanhamento adequado e original. Por exemplo, na cena com o esqueleto animado, tocou um fundo de castanholas e xilofone. Quem assistiu a sequência ao menos uma vez, nunca se esquecerá da música. O filme lotou as salas dos cinemas, e a geração intermediária de cineastas que o assistiu ainda bem jovem, gente como James Cameron, George Lucas, John Landis e Steven Spielberg, anotou cada passo das criaturas fantasiosas que desfilaram pela tela, para basear os seus futuros trabalhos.

### Os três Mundos de Gulliver
Animados com o sucesso, Schneer e Harryhausen passaram a produzir os filmes seguintes na Inglaterra, para aproveitar os custos mais baratos de produção. Fizeram Os três Mundos de Gulliver, versão infanto-juvenil do livro de Jonathan Swift, e que guarda o privilégio de ter sido o filme mais rentável produzido por eles, e A Ilha Misteriosa. Produzido depois de Schneer descobrir que o livro de Julio Verne era o mais lido nas bibliotecas da época. Sempre musicados por Bernard Herrmann, então fiel colaborador, eram matinês irresistíveis para a garotada da época. Em 1963, disposto a mergulhar na fonte primeira da inspiração, Harryhausen passou a trabalhar naquele que é talvez o mais assombroso, visualmente falando, é claro, de seus filmes. 

### Jasão e os Argonautas
Demorou três anos para ser finalizado, por causa unicamente das trabalhosas sequências de animação. A Hidra de sete cabeças, fez parte de uma delas. Talo, a estátua colossal de bronze, caçando os Argonautas pelos penhascos de uma praia, é outra cena de encher os olhos. Mas o momento maior do filme, e do stop motion enquanto história, precisamente falando, foi o combate entre três Argonautas e sete esqueletos espadachins. Uma imagem fabulosa, que ainda guarda poder de impressionar, pela fluidez realista dos movimentos live-action combinados com a animação, e a óbvia fantasia do tema. Harryhausen nunca escondeu a predileção por este filme, talvez não apenas pelos resultados, mas pela dedicação envolvida. O filme, fez um sucesso apenas relativo. E só depois de muitos anos do lançamento, foi aclamado como um clássico do gênero.

### Os Primeiros Homens na Lua  -e -Mil Séculos Antes de Cristo
Seguindo a carreira, Ray e Schneer voltaram a ficção-científica, realizando Os Primeiros Homens na Lua, uma das produções com tom mais humorístico, da dupla. Após o que, o animador fez o único filme sem a parceria do amigo, desde a década de 1950, Mil Séculos Antes de Cristo, uma fábula pré-histórica bancada pelos Estúdios Hammer, a casa do Drácula, Inglesa. Como chamavam os fãs da produtora especializada em filmes de terror, dos atores Peter Cushing, e Christopher Lee, seus dois maiores astros e ícones pop autênticos. No filme, Ray anima os dinossauros que atormentam Rachel Welch, e que ganharia uma sequência, com efeitos a cargo de um admirador de Harryhausen, Jim Danforth.

### O Vale de Gwangy
De volta ao amigo produtor, Ray decidiu tocar um velho projeto do seu mestre O`Brien, jamais realizado por ele. Seria O Vale de Gwangy, mistura de faroeste e aventura com dinossauros. Mais uma nota de criatividade na filmografia dos dois. A cena dos cowboys, laçando um Tiranosauro Rex, não é só incomum por si só, mas uma realização pertinho do perfeito, apenas superada hoje, pela massiva utilização de software avançado disponível atualmente. 

### Década de 1970
Com a chegada da década de 1970, o ritmo das produções diminuiu drasticamente, e apenas dois filmes seriam realizados nela. Ambas novas versões de  A Sétima Viagem de Sinbad, A Nova Viagem de Sinbad, de 73, a melhor produção da dupla sobre o herói das mil e uma noites. É neste filme que está o combate com uma estátua da Deus Kali, devidamente armada com seis cimitarras. E a contenda entre um Grifo e um Centauro. John Phillip Law, o anjo loiro de Barbarella, pintou o cabelo de preto, para interpretar Sindbad, e beijar a mocinha, feita pela Rainha do Grito da época, a linda Caroline Munro. Sinbad e o Olho do Tigre, de 77, foi o penúltimo filme. Realizado com um orçamento muito reduzido, em comparação com os dois anteriores, famoso pela luta entre um troglodita e um tigre dentes de sabre, e por ter Patrick Wayne, filho de John Wayne, fazendo o mocinho.

### Fúria de Titãs
Fúria de Titãs de 1981, encerrou a carreira de Harryhausen. E como que adivinhando, ensejaram realizar o filme ordenadamente poético. Com um roteiro que na época foi visto apenas como aventura infanto-juvenil, coisa que nunca ofendeu aos realizadores. Ray dizia que fazia filmes para família toda, para assistirem juntos, como fazia com a própria família, no começo do século. Para finalizar seus trabalhos, os produtores abriram a carteira, para pagar o salário de figuras como Lawrence Olivier (interpretando Zeus), Burgess Meredith (um dos poucos americanos, a pedido de Ray), Claire Bloom, Maggie Smith e a fina flor dos astros britânicos. Ray se despediu fazendo de tudo um pouco dentro do filme, foi da suavidade do voo de Pégaso, à aventura, ao terror impressionante da aparição da Medusa, e ao cuidado em apresentar os mitos dentro do contexto original, tanto quanto possível, logicamente. Fúria de Titãs  também representou o fim de uma maneira muito particular de fazer filmes. Um toque pessoal de fantasia, misturado com aventura e muito do real espírito das matinês, o dos filmes para a família, sim. Mas com um tempero fantasioso acessível a todos. Quem assistiu os filmes de Harryhausen percebeu isso. John Landis dissecou acertadamente, observando que os filmes do velho mestre animador, eram como um bordado, uma colagem. Ou seja, um cuidadoso e refinado trabalho manual. E haja a se considerar que ele fazia os filmes realizando quase todas as etapas do processo, desde o roteiro original, passando pelos story-boards, dirigindo os atores, construindo maquetes e demais miniaturas, e enfim, animando os personagens.

### Force Off Trojans
Ainda houve um projeto que quase saiu do papel, e que teria parceria com a ainda jovem produtora Industrial Light & Magic, de George Lucas, chamado Force Off Trojans, os fãs do velho mestre, a massiva constituição da ILM, lamentaram muito, ao perderem a chance de trabalhar com ele, pois os produtores desistiram do filme. Depois disso, Ray aposentou-se. Mas teve a grata oportunidade de ser reconhecido, homenageado e até premiado, com uma honraria especial do Oscar, dez anos após o último filme. Estes, relançados em mídias modernas, ganharam fãs que nem haviam nascido quando foram produzidos, para surpresa do velho animador. 
Ray Harryhausen foi um entusiasta e um mestre surrealista, dedicado a entreter o máximo possível de pessoas, com o cardápio popular porém refinado, da linguagem cinematográfica.
Seu trabalho é reverenciado por diretores como Steven Spielberg, George Lucas, Tim Burton e James Cameron.
Sua família anunciou a sua morte via Twitter e Facebook em 7 de maio de 2013. 

## Filmografia
Entre seus filmes mais famosos estão O Monstro do Mar Revolto, sobre um polvo gigantesco que ataca São Francisco; A Invasão dos Discos Voadores, sobre, lógico, aliens, e A 20 Milhões de Milhas da Terra, onde Harryhausen cria um monstro que vai se agigantando a medida que o filme evolui, e que no clímax luta com um elefante, tudo em stop motion.
- How to Bridge a Gorge (1942) (produtor)
- Tulips Shall Grow (1942) (chefe de animação)
- Mother Goose Stories (1946) (produtor)
- The Story of Little Red Riding Hood (1949) (produtor, animador)
- Mighty Joe Young (1949) (primeiros efeitos especiais)
- Rapunzel (1951) (produtor)
- Hansel and Gretel (1951) (produtor)
- The Story of King Midas (1953) (produtor)
- The Beast from 20 000 Fathoms (1954) (efeitos especiais)
- O Monstro do Mar Revolto (1955) (efeitos especiais)
- The Animal World (1956) (efeitos especiais)
- Earth vs. the Flying Saucers (1956) (efeitos especiais)
- A 20 Milhões de Milhas da Terra (1957) (efeitos visuais)
- The 7th Voyage of Sinbad (1958) (produtor associado, efeitos especiais)
- The 3 Worlds of Gulliver (1960) (efeitos especiais)
- Mysterious Island (1961) (efeitos especiais)
- Jason and the Argonauts (1963) (produtor associado, efeitos especiais)
- First Men in the Moon (1964) (produtor associado, efeitos especiais)
- One Million Years B.C. (1966) (efeitos especiais)
- The Valley of Gwangi (1969) (produtor associado, efeitos especiais)
- The Golden Voyage of Sinbad (1974) (produtor, efeitos especiais)
- Sinbad and the Eye of the Tiger (1977) (produtor, efeitos especiais)
- Fúria de Titãs (1981) (produtor, efeitos especiais)
- The Story of the Tortoise & the Hare (2003) (diretor, co-produtor, animador)
- Ray Harryhausen Presents: The Pit and the Pendulum (2007) (produtor executivo)

| Criatura              | Aparece no Filme                       | Descrição |
| --------------------- | -------------------------------------- | --- |
| Rhedosaurus           | The Beast from 20 000 Fathoms (1954)   | O Rhedosaurus é uma espécie fictícia de dinossauro. Durante algum tempo, os fãs acreditaram que as duas primeiras letras do nome da criatura, R e H, eram uma referência ao nome do criador, mas o próprio Harryhausen negava, atribuindo a mais pura coincidência. Adaptado do conto The Fog Horn, de Ray Bradbury, o filme virou inspiração para várias produções posteriores, como o Japonês Godzilla. |
| Polvo Gigante         | O Monstro do Mar Revolto (1955)        | Devido a restrições orçamentais e à necessidade de agilizar a animação stop motion, o molusco agigantado possuía apenas seis tentáculos, ao contrário de seus reais correspondentes, que possuem oito deles. Harryhausen decidiu fazê-lo assim, ao descobrir que não precisaria filmá-lo inteiro, ao longo do filme. |
| Ymir                  | A 20 Milhões de Milhas da Terra (1957) | Uma expedição interplanetária terrestre, encontra criaturas iguais a lagartos humanoides em Vênus, e ao trazer uma delas para a terra, ainda como um embrião, descobrem que a atmosfera daqui o faz crescer continuamente. Ao atingir um tamanho monstruoso, arrasa a cidade de Roma e luta com um elefante. As cenas da criatura, do nascimento até a interação com as pessoas, quando ainda é diminuto, tem uma delicadeza incomum nas produções do gênero. Ray o dedicou como homenagem a King Kong, um ser alheio e puro, trazido a força para a civilização, e depois destruído por ela. No final do filme, ao perceber o que haviam feito, um dos militares pergunta: 'Por que as vezes é tão difícil, para o homem. simplesmente se mover do presente, para o futuro? |
| Ciclope               | Simbad e a Princesa (1958)             | Gigante de um olho só. Concebido por Ray com pernas de sátiro, escamas e chifre.Visualmente, é um dos melhores trabalhos do mestre, e também figura na lista das melhores animações. Inicialmente, a Ilha de Colossa, onde se passa parte da aventura, seria recheada de ciclopes, mas a realidade orçamental e o tempo exigido na animação, definiram a quantidade mínima. A sequência onde ele aprisiona os marujos para depois devorá-los, junta todas as mitologias do personagem, mais o humor e a aventura apropriados para animar as plateias. |
| Mulher-cobra          | Simbad e a Princesa (1958)             | Uma dançarina de dança do ventre que, graças à magia de um mago que pretende convencer o sultão a lhe conceder um navio para regressar a uma ilha onde existe uma lâmpada mágica, gera uma simbiose com uma cobra naja, dando origem a uma mulher-cobra dançarina. |
| Pássaro Roc           | Simbad e a Princesa (1958)             | Pássaro de duas cabeças gigantesco. Na fita os aventureiros devem pegar um pedaço da casca de um de seus ovos, como ingrediente de uma poção mágica, mas acabam perseguidos por ele, ao jantarem um dos filhotes do monstro. |
| Esqueleto espadachim  | Simbad e a Princesa. (1958)            | Momento antológico da fantasia cinematográfica do século vinte. Animado por magia, (em todos os sentidos) o esqueleto apanha espada e escudo, e lentamente se encaminha para combater o mocinho. Puro devaneio criativo, a cargo de um especialista na arte. |
| Dragão                | Simbad e a Princesa (1958)             | Mascote do vilão Sokura. Que cão de guarda teria um feiticeiro? Só um dragão, é lógico. Eficaz e obediente, protege o castelo do dono, e ainda caça os desafetos. |
| Crocodilo             | As viagens de Gulliver. (1960)         | Em um filme com poucas sequências de animação, esta se destaca. Quando Gulliver (Kerwin Matthews, que também interpretou Simbad) enfrenta um crocodilo, para ele enorme, já que tem apenas 10 centímetros de altura. |
| Talos                 | Jasão e os Argonautas (1963)           | Uma estátua de bronze criada por Hefestus, o ferreiro dos deuses gregos, que guardava um tesouro e ganhava vida para atacar os ladrões. No filme, Jasão desenrosca uma tampa num dos calcanhares de Talos, para assim esvair um líquido escaldante dentro dele, que lhe dava vida. |
| Hidra                 | Jasão e os Argonautas (1963)           | Uma mistura de dragão, com serpente de várias cabeças, no filme ela protege o velo de ouro. É dos dentes dela, que nascem os esqueletos, na batalha final da aventura. Harryhausen confessou que teve mais trabalho em animar as cabeças dela, do que as demais criações da fita. Porque ele acabava esquecendo para onde elas iam, simultaneamente. Teve que reiniciar a animação várias vezes. |
| Os Filhos da Hidra.   | Jasão e os Argonautas. (1963)          | Expansão ambiciosa do combate com o esqueleto de Simbad e a Princesa. Que tal sete deles, armados e atuantes, entre as ruínas de uma edificação Grega? Sequência idolatrada por entusiastas e profissionais cinematográficos, não só da área de efeitos visuais. O ator Tom hanks, ao assisti-la, não teve dúvidas, e disse a sí mesmo: É isso que quero fazer da vida, quero ser um dos caras que lutam contra os esqueletos. |
| Harpias               | Jasão e os Argonautas (1963)           | Criaturas meio-mulher e meio-ave de rapina, de pele azulada, atormentavam o rei cego Fineu, punido por Zeus. |
| Vaca Lunar            | Os Primeiros Homens da Lua (1964)      | Monstruosa lagarta subterrânea habitante da Lua. Por que vaca lunar? Porque era criada como gado pelos Selenitas, os fazendeiros locais. |
| Gwangy.               | O Vale de Gwangy (1966)                | Tiranossauro Rex, tido como um ser místico por uma tribo de ciganos, é protegido por eles, mas acaba capturado e trazido para ser atração de circo, com consequências obviamente desastrosas. A ideia, original de Willys O`Brien, teve um sabor de homenagem (mais uma) ao mestre inspirador de Harryhausen. |
| Kali                  | As Novas Viagens de Simbad (1974)      | Uma estátua de uma das divindades mais cultivadas no hinduísmo que ganha vida graças à magia de um mago maligno. No filme, a estátua entra num combate segurando seis cimitarras, cada uma com um de seus seis braços, em duelo com diversos personagens, incluindo o próprio Simbad. |
| Centauro              | As Novas Viagens de Simbad (1974)      | Outra figura da mitologia grega. E uma aparição impactante, no filme. |
| Figura de proa.       | As novas Viagens de Simbad.            | Uma mulher de madeira, esculpida para proteger o avanço da embarcação de Sinbad. Enfeitiçada pelo vilão Khoura, desperta e passa a atacar os marinheiros, em busca de uma carta de navegação. Elogiada sequência de animação, onde nunca é possível saber com certeza, quais apetrechos movidos pela estátua, são reais ou não. |
| Grifo                 | As Novas Viagens de Simbad (1974)      | Metade leão, metade águia. Representa a justiça e a igualdade, afetada pelos atos malignos dos homens. |
| Minaton               | Simbad e o Olho do Tigre (1977)        | Uma espécie de minotauro mecânico feito pela feiticeira Zenobia, para seguir as suas ordens. Nas cenas em live-action, foi feito por Peter Mayhew, o mesmo ator que interpretou Chewbacca, em Star Wars. |
| Troglodita            | Simbad e o Olho do Tigre (1977)        | Um dos melhores momentos de Ray, a animação dá uma humanidade refinada ao personagem, do olhar ao gestual. |
| Morsa-gigante         | Simbad e o Olho do Tigre (1977)        | Surge durante a jornada, em uma geleira. Bela sequência de ação, onde a criatura é contida, por uma rede de arrasto, metade real, metade miniatura, mas totalmente puxada por atores de verdade. |
| Tigre-dentes-de-sabre | Simbad e o Olho do Tigre (1977)        | No clímax do filme, a Feiticeira Zenóbia transfere o espírito para o interior de um tigre dentes de sabre, que combate o troglodita. para muitos fãs, é a melhor cena de luta, entre os monstros de Ray. |
| Bubo                  | Fúria de Titãs (1981)                  | Foi um presente de Zeus, feito por Hefesto, para Perseus. Bubo era uma coruja mecânica, copiada do Bubo original, uma coruja de verdade, propriedade da Deusa Atena, que se recusou a dá-la a Perseu. Ficou a cargo do animador Stephen Archer, quando o filme atrasou, e Ray precisou de auxílio para terminá-lo. Ainda assim, ele fez algumas sequências. |
| Calibos               | Fúria de Titãs (1981)                  | Filho da Deusa Tétis, cruel e vingativo, desgostou a Zeus, ao matar a manada de cavalos alados deste (excetuando um único garanhão, Pégaso) Deformado como castigo, voltou-se contra a cidade de Jopa, e da princesa Andrômeda, amada do herói Perseu. No começo da produção, ele seria apenas interpretado por um modelo de stop motion, mas depois o roteirista Beverley Cross pediu para usarem um ator, que teria textos condutores da trama. |
| Pégaso                | Fúria de Titãs (1981)                  | Cavalo alado domesticado por Perseu. As cenas dele, se exibindo nas rochas, foram as últimas vistas pelos fãs, da animação de Harryhausen, nos cinemas. |
| Medusa                | Fúria de Titãs (1981)                  | Aparição monstruosa, meio serpente e meio mulher, que transforma a quem a vê, em pedra. Medusa era uma linda sacerdotisa de Afrodite, mas ao trair a Deusa, esta a transformou. No filme, Harryhausen acentuou o horror de confrontar uma criatura tão letal, colocando-a em um ambiente escuro e claustrofóbico, além de armá-la com um arco. Como metade do corpo de Medusa era o de uma serpente, ela só podia se locomover rastejando. Ray acreditava que ela ficaria ainda mais assustadora assim, também com um chocalho, na cauda. |
| Cerbero               | Fúria de Titãs (1981)                  | No original, é o cão de três cabeças que guarda a entrada do inferno. Harryhausen cortou uma cabeça, porque o modelo de três, ficaria desajeitado. E o designou apenas como protetor do covil de Medusa. |
| Escorpiões            | Fúria de Titãs. (1981)                 | Aparecem antes do combate final com Calibos, nascidos do sangue de Medusa. Assustadores e letais, acabam com o restante dos comandados de Perseu, deixando-o sozinho para enfrentar o vilão. |
| Kraken                | Fúria de Titãs (1981)                  | O monstro que devoraria Andrômeda, no mito original, era o Leviatãn, como era mais um dragão comum, Ray tomou a liberdade de transformá-lo numa criatura com aspecto mais espetacular, meio humanoide, a fim de melhor dramatização. O nome também foi mudado, porque Kraken tinha um acento mais ameaçador. Foi a maior licença adaptativa cometida pelos produtores do filme. E também o personagem que mais exigiu manufatura. Pois foram construídos três modelos, um maior, feito de espuma de borracha, para ser filmado debaixo da água, tinha cerca de quatro metros. E foi feito por um técnico chamado Collin Arthur, e não por Ray, ao contrário do que pensam a maioria. Havia também um busto de um metro, concebido para filmar close-ups, e que podia ser animado,e por fim o modelo tradicional de animação, com cerca de trinta centímetros, que era uma figura completa. |